# الحكومة الإماراتية (1997)
حكومة دولة الإمارات العربية المتحدة (1997) هي الحكومة السادسة في تاريخ دولة الإمارات منذ قيام الاتحاد عام 1971. شهدت هذه الحكومة تعيين أول إمرأة ضمن الطاقم الوزاري وهي الشيخة لبنى القاسمي التي تولت حقيبة الاقتصاد والتخطيط.

## أعضاء مجلس الوزراء
1. الشيخ مكتوم بن راشد آل مكتوم، رئيس مجلس الوزراء
2. الشيخ سلطان بن زايد آل نهيان، نائب رئيس مجلس الوزراء
3. الشيخ حمدان بن راشد آل مكتوم، وزير المالية والصناعة
4. الفريق أول الشيخ محمد بن راشد آل مكتوم، وزير الدفاع
5. الشيخ حمدان بن زايد آل نهيان ، نائب رئيس مجلس الوزراء -وزير الدولة للشؤون الخارجية
6. الشيخ عبد الله بن زايد آل نهيان، وزير الإعلام والثقافة
7. الشيخ حميد بن أحمد المعلا، وزير التخطيط
8. الشيخ نهيان بن مبارك آل نهيان، وزير التعليم العالي والبحث العلمي
9. الشيخ فاهم بن سلطان القاسمي، وزير الاقتصاد والتجارة
10. الشيخ ماجد بن سعيد النعيمي، وزير الدولة لشؤون المجلس الأعلى
11. راشد عبدالله النعيمي، وزير الخارجية
12. الفريق الركن محمد سعيد البادي، وزير الداخلية
13. حمد عبد الرحمن المدفع، وزير الصحة
14. حميد ناصر العويس، وزير الكهرباء والماء
15. سعيد خلفان الغيث، وزير الدولة لشؤون مجلس الوزراء
16. سعيد محمد الرقباني، وزير الزراعة والثروة السمكية
17. أحمد حميد الطاير، وزير الموصلات
18. ركاض بن سالم بن ركاض، وزير الأشغال العامة والاسكان
19. عبيد بن سيف الناصري، وزير النفط والثروة المعدنية
20. علي عبدالعزيز الشرهان، وزير التربية والتعليم والشباب
21. محمد بن نخيرة الظاهري، وزير العدل والشؤون الإسلامية والأوقاف
22. مطر حميد الطاير، وزير العمل والشؤون الاجتماعية
23. محمد خلفان بن خرباش ، وزير الدولة لشؤون المالية والصناعة

## التعديلات الوزارية
جرى تعديل على هذه الحكومة في 1 نوفمبر 2004 عين فيه كل من:
1. اللواء الشيخ سيف بن زايد آل نهيان، وزير الداخلية
2. الشيخ منصور بن زايد آل نهيان، وزير شؤون الرئاسة
3. الشيخ نهيان بن مبارك آل نهيان، وزير التربية والتعليم
4. الشيخ فاهم بن سلطان القاسمي ، وزير شؤون المجلس الأعلى ومجلس التعاون
5. الشيخ حمدان بن مبارك آل نهيان، وزير الأشغال العامة
6. محمد بن ضاعن الهاملي، وزير الطاقة
7. الشيخة لبنى القاسمي، وزيرة الاقتصاد والتخطيط
8. علي بن عبدالله الكعبي ، وزير العمل والشؤون الاجتماعية
9. سلطان بن سعيد المنصوري، وزير المواصلات